# Catch Thirtythree
Catch Thirtythree to piąty album studyjny zespołu Meshuggah wydany nakładem wytwórni Nuclear Blast. Jest to album koncepcyjny. Do utworu "Shed" został nagrany teledysk. Utwór ten został również wykorzystany jako ścieżka dźwiękowa do filmu Piła III i znalazł się na oficjalnym soundtracku filmu Piła III.

## Lista utworów
Opracowano na podstawie materiału źródłowego.
| Nr  | Tytuł utworu              | Autorzy                      | Długość |
| --- | ------------------------- | ---------------------------- | ------- |
| 1.  | „Autonomy Lost”           | Tomas Haake, Mårten Hagström | 1:40    |
| 2.  | „Imprint of the Un-Saved” | Tomas Haake, Mårten Hagström | 1:36    |
| 3.  | „Disenchantment”          | Tomas Haake, Mårten Hagström | 1:45    |
| 4.  | „The Paradoxical Spiral”  | Tomas Haake, Mårten Hagström | 3:13    |
| 5.  | „Re-Inanimate”            | Tomas Haake, Mårten Hagström | 1:04    |
| 6.  | „Entrapment”              | Tomas Haake, Mårten Hagström | 2:29    |
| 7.  | „Mind's Mirrors”          | Tomas Haake, Mårten Hagström | 4:30    |
| 8.  | „In Death - Is Life”      | Tomas Haake, Mårten Hagström | 2:02    |
| 9.  | „In Death - Is Death”     | Tomas Haake, Mårten Hagström | 13:22   |
| 10. | „Shed”                    | Tomas Haake, Mårten Hagström | 3:35    |
| 11. | „Personae Non Gratae”     | Tomas Haake, Mårten Hagström | 1:47    |
| 12. | „Dehumanization”          | Tomas Haake, Mårten Hagström | 2:57    |
| 13. | „Sum”                     | Tomas Haake, Mårten Hagström | 7:17    |
|     |                           |                              | 47:17   |

## Twórcy
Opracowano na podstawie materiału źródłowego.
- Jens Kidman – śpiew, gitara, gitara basowa, programowanie perkusji
- Fredrik Thordendal – gitara, gitara basowa, programowanie perkusji
- Mårten Hagström – gitara, gitara basowa, programowanie perkusji
- Tomas Haake – melorecytacja, programowanie perkusji, projekt okładki